# Marc Randolph
Marc Bernays Randolph (New Castle, 29 de abril de 1958) é um empresário de tecnologia, consultor, palestrante e defensor do meio ambiente americano. Ele é o cofundador e primeiro CEO da Netflix. 
Um empreendedor em série que ajudou a fundar a edição americana da revista Macworld e os negócios de mala direta de computador MacWarehouse e MicroWarehouse. Randolph agora atua nos conselhos da Looker Data Sciences e Chubbies Shorts. Anteriormente, ele atuou nos conselhos de Getable, Rafter, ReadyForce. Randolph, que equiparou as empresas fundadoras à sua experiência como guia de montanha, é o presidente do conselho de curadores da National Outdoor Leadership School (NOLS) em Lander, e membro do conselho do grupo de defesa ambiental 1% para o Planeta.